# Colombier-en-Brionnais
Colombier-en-Brionnais ist eine französische Gemeinde mit 314 Einwohnern (Stand 1. Januar 2022) im  Département Saône-et-Loire in der Region Bourgogne-Franche-Comté. Sie gehört zum Arrondissement Charolles und zum Gemeindeverband Communauté de communes Brionnais Sud Bourgogne. Die Bewohner werden Colombigeois und Colombigeoises genannt.

## Geografie
Colombier-en-Brionnais liegt im Brionnais, 35 Kilometer südlich von Montceau-les-Mines und 26 Kilometer südwestlich von Cluny.
Umgeben wird Colombier-en-Brionnais von den sieben Nachbargemeinden:
| Ouroux-sous-le-Bois-Sainte-Marie |                                             | Ozolles           |
| Dyo                              | Kompassrose, die auf Nachbargemeinden zeigt |                   |
| Saint-Symphorien-des-Bois        | Gibles Curbigny                             | Bois-Sainte-Marie |

## Geschichte
Der Ortsname wurde erstmals in der lateinisch, als Columbarium, urkundlich erwähnt. Columbarium bedeutet wie auch das französische Wort Colombier  ‚Taubenhaus‘. Der Ursprung des Ortsnamens ist unbekannt, aber es gibt noch einige Taubenhäuser auf den Bauernhöfen der Umgegend.
1793 erhielt Colombier-en-Brionnais im Zuge der Französischen Revolution (1789–1799) unter dem Namen Colombier den Status einer Gemeinde und 1801 erhielt es das Recht auf kommunale Selbstverwaltung.

## Kultur

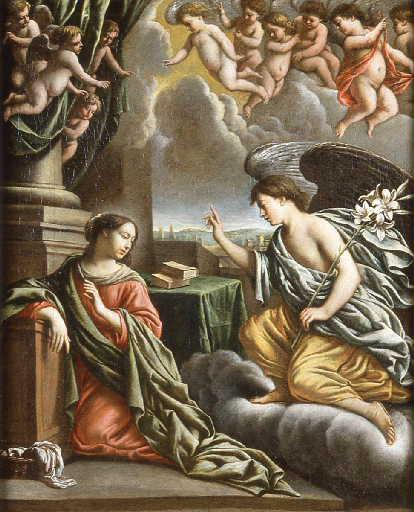
Die Verkündigung

In der Pfarrkirche de l’Assomption befand sich ein Gemälde von Mathieu Le Nain aus dem 17. Jahrhundert. Es stellt die Verkündigung dar. Das Gemälde wurde 1987 als Monument historique (‚historisches Denkmal‘) klassifiziert und 1988 an das Musée Rolin in Autun verkauft. Außerdem befindet sich eine monumentale Wandmalerei in der Kirche. Die Wandmalerei ist mit Kalkfarbe auf Putz gemalt und stellt ein Kruzifix, die Jungfrau Maria und Johannes den Täufer dar. Das Gemälde stammt aus dem 16. oder 17. Jahrhundert.

## Wirtschaft und Infrastruktur
Die Grundschule in Colombier-en-Brionnais beherbergt Schulkinder aus drei Gemeinden, Colombier-en-Brionnais, Ouroux-sous-le-Bois-Sainte-Marie und Ozolles. Es gibt mehrere Geschäfte und Handwerksbetriebe im Ort. Der nächste Bahnhof, der Gare de La Clayette - Baudemont, befindet sich etwa 8 Kilometer entfernt in La Clayette. Der nächste Flughafen ist der Aéroport de Saint-Yan, er liegt 26 Kilometer entfernt im Süden der Gemeinde Saint-Yan.